# Farmece
Farmece (titlul original: Charmed) este un serial american televizat cu o durată de opt sezoane. Filmul prezintă povestea a trei surori (Prue Halliwell, Piper Halliwell și Phoebe Halliwell), care descoperă că sunt vrăjitoare și se dedică apoi protejării oamenilor inocenți de către demoni și vrăjitori malefici. După cel de-al treilea sezon, una dintre surori (Prue Halliwell) moare, și în serial apare o altă soră de-a lor, Paige Matthews, interpretată de Rose McGowan.
În România, serialul a fost difuzat de TVR2.

## Legături externe
- Site web oficial at Turner Network Television
- Farmece la Internet Movie Database
- Charmed la TV.com
- Charmed la cinemagia
- Charmed Arhivat în 17 iulie 2014, la Wayback Machine. la cinemarx